# Gare de La Hume
Gare de La Hume – przystanek kolejowy w Gujan-Mestras, w departamencie Żyronda, w regionie Nowa Akwitania, we Francji.
Został otwarty w 1841 przez Compagnie du chemin de fer de Bordeaux à La Teste, spółkę która została następnie przejęta przez Compagnie des chemins de fer du Midi et du Canal latéral à la Garonne. Obecnie jest przystankiem Société nationale des chemins de fer français (SNCF), obsługiwanym przez pociągi TER Aquitaine.

## Położenie
Znajduje się na wysokości 5 m n.p.m., na 52,542 km Lamothe – Arcachon, pomiędzy stacjami Gujan-Mestras i La Teste.

## Linie kolejowe
- Lamothe – Arcachon